# Câu chuyện về ếch luộc

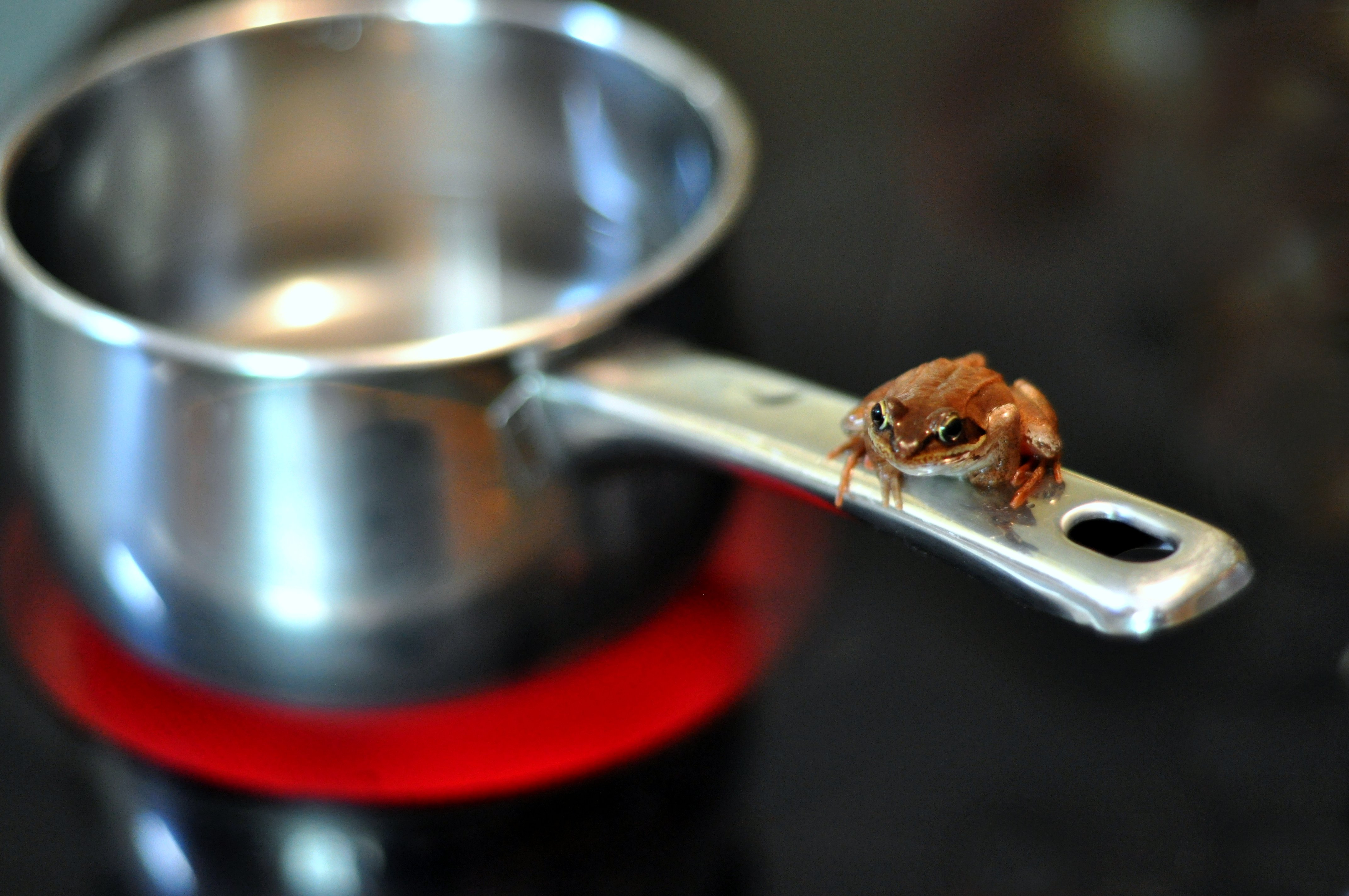
Con ếch ngồi trên cán nồi trên bếp nóng

Câu chuyện về con ếch luộc (the boiling frog) là một truyện ngụ ngôn mô tả một con ếch đang từ từ bị luộc sống.  Nội dung xoay quanh giả thuyết rằng nếu một con ếch được thả đột ngột vào nước sôi, nó sẽ nhảy ra ngoài, nhưng nếu con ếch được cho vào nước âm ấm, sau đó được đun sôi từ từ, nó sẽ không cảm nhận được nguy hiểm và sẽ bị nấu chín. Câu chuyện này thường được sử dụng như một ẩn dụ cho việc con người không có khả năng hoặc không sẵn sàng phản ứng hay nhận thức được những mối đe dọa nham hiểm nảy sinh dần dần thay vì đột ngột. Tuy một số thí nghiệm vào thế kỷ XIX cho rằng nhận định gốc là đúng nếu đun nóng lên đủ chậm, theo như các nhà sinh vật học hiện đại thì điều này là sai: một con ếch bị đun nóng dần dần sẽ nhảy ra ngoài. Thay đổi vị trí là một chiến lược điều hòa thân nhiệt tự nhiên đối với ếch và các loài động vật biến nhiệt khác, và là một kỹ năng cần thiết để tồn tại nơi rừng hoang.

## Ý nghĩa
Câu chuyện này dựa trên thí nghiệm là nếu một con ếch được quẳng vào nước sôi, nó sẽ cố nhảy vọt ra ngay lập tức, nhưng nếu cho nó vào nồi nước lạnh và đun nóng lên từ từ, nó sẽ không nhận ra sự nguy hiểm (do nhiệt độ của nồi nước tăng lên từ từ khiến con ếch thích nghi dần và không hề nhận ra có sự thay đổi) và khi nhiệt độ tăng dần nó vẫn cố chịu đựng rồi cuối cùng từ từ kiệt sức khiến nó không còn sức lực để bật nhảy khỏi cái nồi. Nếu nhiệt độ được tăng lên một cách từ từ, thì một con ếch bình thường sẽ không có phản ứng nào. Câu chuyện này nhằm nói lên rằng điều đáng sợ nhất trong cuộc sống không phải là những thử thách hay sự thay đổi mà chính là sự đứng yên. Nhiều người đã quen với những việc thường ngày đã xảy ra và không hề muốn thay đổi, hay thậm chí sợ sự thay đổi, sợ tiếp nhận cái mới. Nhưng thực tế thì cuộc sống thay đổi hàng ngày và nếu không chú ý đến những thay đổi này, sẽ trở tay không kịp. Một khi đã quen với một người nào đó, một công việc và một lối sống nào đó, nhiều người thường rất ngại thay đổi mặc cho đôi lúc những sự quen thuộc đó khiến cảm thấy mệt mỏi, khó chịu. Tâm lý sợ thay đổi khiến nhiều người cứ ở lì trong nồi nước sôi để rồi đến lúc nhận ra cần phải nhảy ra thì đã quá muộn.

## Thực nghiệm
Tuy nhiên, nhiều thí nghiệm được làm với con ếch đã bác bỏ câu chuyện này. Vào thế kỷ 19, một số thí nghiệm đã được thực hiện để quan sát phản ứng của ếch với nước được đun nóng từ từ. Vào năm 1869, trong khi thực hiện các thí nghiệm tìm kiếm vị trí của linh hồn, nhà sinh lý học người Đức Friedrich Goltz đã chứng minh rằng một con ếch bị cắt bỏ não sẽ ở trong nước nóng từ từ, nhưng một con ếch nguyên vẹn đã cố gắng thoát ra khỏi nước khi nhiệt độ đạt 25 °C. Các thí nghiệm khác ở thế kỷ 19 đã được thực hiện nhằm chứng minh rằng ếch không cố gắng thoát khỏi nước nóng. Một thí nghiệm năm 1872 của Heinzmann được cho là chỉ ra rằng một con ếch bình thường sẽ không cố thoát ra ngoài nếu nước được làm nóng đủ chậm, đã được chứng thực vào năm 1875 bởi Fratscher.
Năm 1888, William Thompson Sedgwick nói rằng sự mâu thuẫn rõ ràng giữa các kết quả của các thí nghiệm này là hệ quả của các tốc độ gia nhiệt khác nhau được sử dụng trong các thí nghiệm: "Sự thật có vẻ là nếu sự thay đổi nhiệt độ là đủ chậm, sẽ không có phản xạ nào xảy ra ngay cả với một con ếch bình thường; nếu nó nhanh hơn nhưng diễn ra với tốc độ được gọi là 'dần dần', nó sẽ không đảm bảo phản ứng của con ếch bình thường trong bất kỳ hoàn cảnh nào". Goltz đã tăng nhiệt độ của nước từ 17,5 °C lên 56 °C trong khoảng 10 phút, hay 3,8 °C mỗi phút trong thí nghiệm của mình, trong khi Heinzmann làm nóng những con ếch trong 90 phút từ khoảng 21 °C lên 37,5 °C, tốc độ dưới 0,2 °C mỗi phút. Edward Wheeler Scripture đã kể lại kết luận này trong The New Psychology (1897): "một con ếch sống thực sự có thể bị đun sôi mà không cần cử động nếu nước được làm nóng từ từ; trong một thí nghiệm, nhiệt độ đã được tăng lên với tốc độ 0,002°C mỗi giây, và con ếch được phát hiện đã chết sau 2 tiếng rưỡi mà không hề di chuyển."
Các nguồn khoa học hiện đại báo cáo rằng hiện tượng này là không có thật. Năm 1995, Douglas Melton, một nhà sinh vật học tại Đại học Harvard cho biết: "Nếu bạn cho một con ếch vào nước sôi, nó sẽ không nhảy ra ngoài. Nó sẽ chết. Nếu bạn cho nó vào nước lạnh, nó sẽ nhảy trước khi nó nóng lên, chúng không ngồi yên vì bạn". George R. Zug, người phụ trách các loài bò sát và lưỡng cư tại Bảo tàng Lịch sử Tự nhiên Quốc gia, cũng bác bỏ đề xuất này, nói rằng: "Nếu một con ếch có cách thoát ra, nó chắc chắn sẽ thoát ra được" Năm 2002, Victor H Hutchison, một nhà động vật học đã nghỉ hưu tại Đại học Oklahoma với mối quan tâm nghiên cứu về mối quan hệ nhiệt của các loài lưỡng cư, nói rằng "Truyền thuyết hoàn toàn không chính xác!", ông mô tả cách xác định nhiệt độ tối đa tới hạn đối với nhiều loài ếch bằng các thí nghiệm nghiên cứu hiện đại: khi nước được làm nóng thêm khoảng 2 °F (khoảng 1 °C), mỗi phút, con ếch ngày càng hoạt động nhiều khi cố gắng trốn thoát, và cuối cùng nhảy ra ngoài nếu có thể.